# الغزو الأموي للسند
الفتح الأموي للسند هو غزو أموي لجنوب آسيا في عام 711 م، أدّى إلى دمج مملكة السند في ولاية في الخلافة الأموية. أدى الغزو إلى الإطاحة بآخر سلالة هندوسية في السند، سلالة البراهمة، بعد وفاة راجا داهر.

## الخلفية
ورغم عدم وجود صلة بين الجزيرة العربية والسند، إلا أن الحرب بدأت بسبب أحداث القرصنة التي اجتاحت بحر العرب، وفي ذلك الوقت عرض الخليفة الأموي على راجا داهر الحماية والسيادة إذا ساعده في قمع القرصنة.
وكان راجا داهر من السند قد رفض إعادة المتمردين العرب من السند ومنطقة المد [الإنجليزية] وغيرها. قام قراصنة البحر الأبيض المتوسط الذين كانوا يبحرون من قواعدهم في كوتش وديبال وكاثياوار [الإنجليزية] أثناء إحدى غاراتهم باختطاف نساء مسلمات مسافرات من سرنديب (سريلانكا اليوم) إلى الجزيرة العربية، مما وفر سببًا للحرب ضد الملك السندي داهر، الذي توقّع غزوًا من الأمويين، وحاول تفاديه. أعرب راجا داهر عن عجزه عن المساعدة في استعادة الرهائن وبعد حملتين هُزم في السند. جهّز الحجّاج جيشًا قوامه نحو 6000 فارس من الشام ومفارز من الموالي من العراق، وستة آلاف من القوات الجملية [الإنجليزية]، وقافلة أمتعة قوامها 3000 جمال تحت قيادة ابن أخيه محمد بن القاسم إلى السند. أُرسلَت مدفعيته المكونة من خمسة منجنيقات إلى الديبل عن طريق البحر.

## الغزو
أول غزوة مُسجل للسند كان عندما أصبح عثمان الخليفة الثالث. فأرسل رجلًا ليستعلم عن الهند. ثم قال له الخليفة: صفهم. فقال:
| الغزو الأموي للسند                                              | الماء شحيح، والثمار رديئة، واللصوص جريئون؛ إن قلّ عدد الجنود هناك قُتلوا، وإن كثروا ماتوا جوعًا. سأله عثمان: هل تصحّ أقوالك أم تبالغ؟ فقال: إنما تكلّم على قدر علمه. فامتنع الخليفة عن إرسال أيّ سرية إلى هناك. | الغزو الأموي للسند |
| — تاريخ الهند كما رواها مؤرخوها [الإنجليزية]، هنري مايرز إليوت، | |                    |

وفي عام 659م، في عهد علي بن أبي طالب، أُرسلت حملة أخرى بقيادة هراس بن مرَّة العبدي لفتح السند، وكانت هذه الحملة لأسباب دفاعية أيضًا. في البداية، كانت الحملة منتصرة؛ حيث انتصر المسلمون على جيشه قوامه 1000 رجل في يوم واحد. ومع ذلك، في عام 662 م، قُتل الرجال في كيكان [الإنجليزية]. وفي سنة 664م أرسل الخليفة حملة أخرى بقيادة المهلب بن أبي صفرة، لكنها باءت بالفشل. يذكر تشاش ناما أن الجات من كيكان في ممر بولان ألحقوا هزيمة ساحقة بالقوات المسلمة، حيث قتلوا قائدهم هاراس وأجبروا القوات المسلمة الغازية على التراجع الكامل. وقد أدى هذا التراجع الكبير إلى إرسال ست بعثات إسلامية لاحقة على مدى عشرين عامًا، فشلت خمس منها في ترسيخ أي وجود دائم في السند. وقد نجحَ الدفاع الهائل الذي امتلكه الجات، مستغلين تضاريسهم الجبلية، في إيقاف تقدم المسلمين إلى الهند لمدة قرنين من الزمان.
وأخيرًا عيّن الحجاج، حاكم العراق آنذاك، محمد بن القاسم لفتح السند بموافقة الخليفة (عبد الملك بن مروان)، ونجح أخيرًا في فتح السند. بعد غزو براهمان آباد في السند، استقطب ابن قاسم النخبة البراهمية المحلية، التي كان يكن لها التقدير، وأعاد تعيينهم في المناصب التي كانت تحت حكم سلالة براهمان، ومنح الأوسمة والجوائز لقادتهم الدينيين وعلمائهم. أدى هذا الترتيب مع النخب البراهمية المحلية إلى استمرار اضطهاد البوذيين، حيث أكد ابن قاسم على التنظيم البراهمي الحالي الذي يمنعهم من ارتداء أي شيء سوى الملابس الخشنة ويطلب منهم المشي حفاة دائمًا برفقة الكلاب.

## الاستجابة الهندوسية والبوذية
كانت أغلبية سكان السند في وقت الغزوات الأموية من الهندوس، ولكن أقلية كبيرة كانت تعتنق البوذية أيضًا.
يكتب بورجور أفاري [الإنجليزية] أنه من المرجح أن البوذيين تعاونوا وانحازوا إلى العرب قبل أن يبدؤوا الغزو، وهو الأمر الذي تصفه المصادر الأولية أيضًا.
يكتب المؤرخ السوفييتي يو في. جانكوفسكي أن الغزوات العربية لم تنجح إلا لأن زعماء المجتمع البوذي في السند احتقروا الحاكم البراهمي وعارضوه، ومن ثم تعاطفوا مع الغزاة العرب بل وساعدوهم في بعض الأحيان.
من ناحية أخرى، استمرت مقاومة البراهمة الهندوس ضد العرب لفترة أطول بكثير، سواء في السند العليا أو ملتان.
دعم الهندوس الجات الشرقيون الملك السندي، داهر، ضد الغزاة العرب، بينما تحالف الجات الغربيون مع محمد بن القاسم ضد داهر.  وبعد أن استقر على مسألة حرية الدين والوضع الاجتماعي للبراهمة، تحول محمد بن القاسم ضد الجات واللوهانا [الإنجليزية]. سجلت سجلات مثل جج نامه وزين الأخبار وتاريخ البيهقي معارك بين الجات الهندوسية وقوات محمد بن قاسم. 

## العواقب
وبعد نجاحه في السند، كتب محمد بن القاسم إلى "ملوك الهند" داعيًا إياهم إلى الاستسلام وقبول الإسلام. فأرسل قوة إلى البيلمان (بهينمال [الإنجليزية]) الذي قيل إنه عرض الاستسلام. كما عقد شعب ميد [الإنجليزية] في سوراست (سلالة ميتراكا [الإنجليزية] في فالابي [الإنجليزية]) السلام أيضًا. فأرسل ابن القاسم بعد ذلك عشرة آلاف فارس إلى قنوج، ومعهم مرسوم من الخليفة. ذهب مع جيش إلى الحدود السائدة في كشمير والتي تسمى بنج ماهيات (في غرب البنجاب). لا يُعرف أي شيء عن رحلة كانوج. ربما كانت حدود كشمير هي ما يشار إليها باسم الكيراج في السجلات اللاحقة (مملكة كيرا في وادي كانجرا [الإنجليزية] الحالي، هيماشال براديش)، والتي كانت خاضعة.
اُستدعي ابن القاسم في عام 715م وتوفي في الطريق. ويذكر البلاذري أن ملوك الهند كانوا قد عادوا إلى ممالكهم بعد خروجه. كانت فترة الخليفة عمر بن عبد العزيز (717-720) هادئة نسبيًا. ودعا عمر ملوك الهند إلى الإسلام والخضوع له، مقابل بقائهم ملوكًا. قَبِل حليشة ملك السند والملوك الآخرون العرض واعتمدوا أسماء عربية.
لقد أدى الغزو الأموي إلى بعض المذابح في المناطق المعارضة لكنه أدخل المنطقة في الشبكة العالمية للإسلام. لعب العديد من المسلمين السنديين دورًا مهمًا خلال العصر الذهبي الإسلامي؛ بما في ذلك أبو مشعل السندي وأبو راجه السندي. ويذكر الذهبي أيضًا أن الفقيه الشهير عبد الرحمن الأوزاعي من أصل سندي.

## طالع أيضًا
- تاريخ السند
- قائمة ملوك السند [الإنجليزية]
- الحملة العربية إلى كيكان